# Жалобин
Жалобин (словац. Žalobín) — село в Словаччині, Врановському окрузі Пряшівського краю.
Уперше згадується у 1451 році.
У селі є римо-католицький костел, збудований на фундаменті старішого костелу XVI або початку XVII століття.

## Географія
Розташоване в східній частині Словаччини в південній частині Низьких Бескидів в долині Ольки при впадінні до Ондави. Протікає Матяшовський потік.

## Населення
| Рік:            | 1994. | 2004.   | 2014.   | 2024.   |
| --------------- | ----- | ------- | ------- | ------- |
| Кількість осіб: | 701   | 759     | 816     | 815     |
| Різниця:        |       | +8,27 % | +7,50 % | -0,12 % |

| Рік:            | 2023. | 2024. |
| --------------- | ----- | ----- |
| Кількість осіб: | 815   | 815   |
| Різниця:        |       | +0 %  |

У селі проживає 817 осіб.
Національний склад населення (за даними перепису 2001 року):
- словаки — 93,98 %,
- цигани — 5,47 %,
- чехи — 0,14 %,
- українці — 0,14 %.

Склад населення за приналежністю до релігії станом на 2001 рік:
- римо-католики — 96,58 %,
- греко-католики — 1,23 %,
- православні — 0,41 %,
- протестанти — 0,41 %,
- не вважають себе вірянами або не належать до жодної конфесії — 1,37 %.